# Гидроэнергия

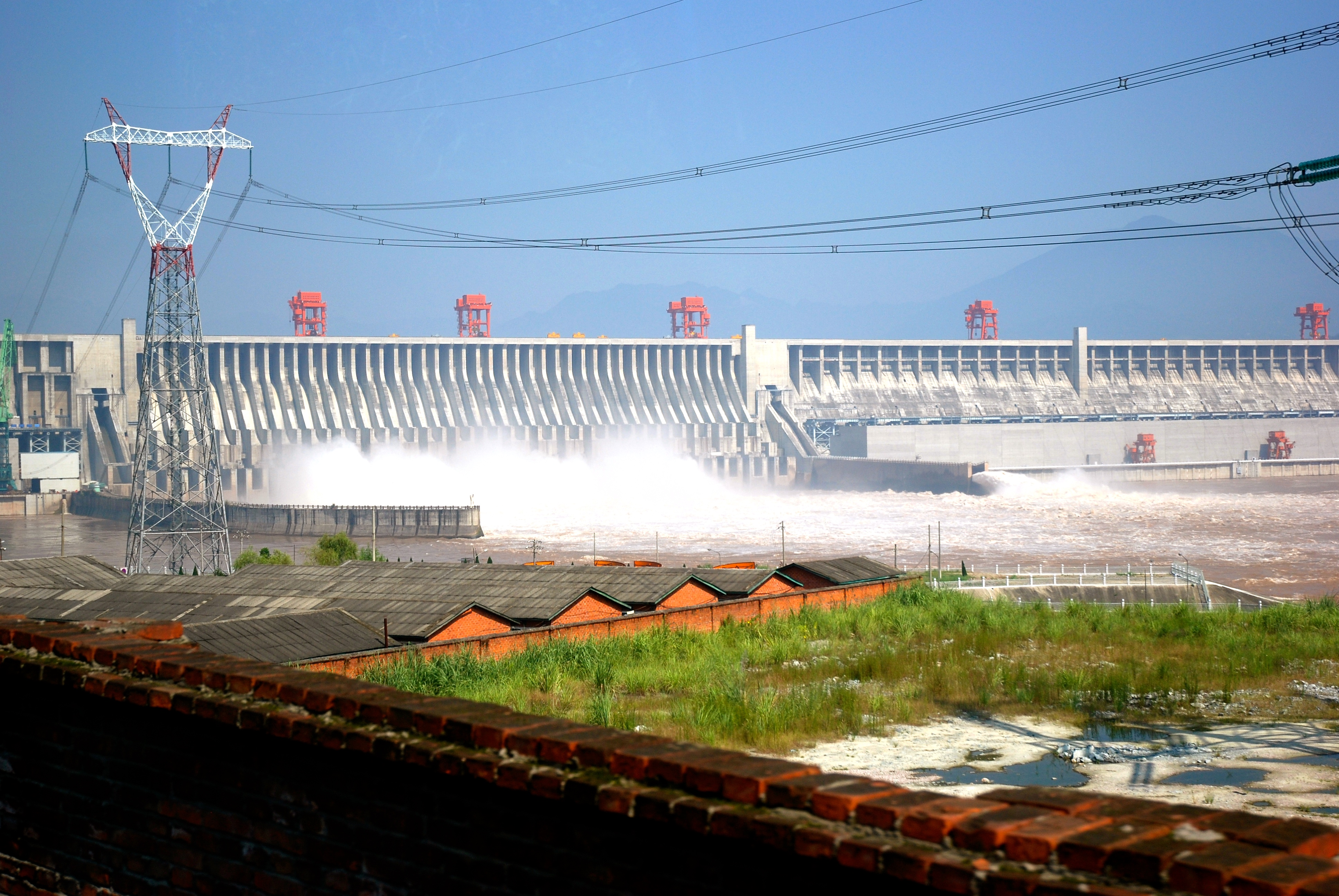
Плотина «Три ущелья» в Китае; плотина гидроэлектростанции является крупнейшей в мире электростанцией по установленной мощности.

Гидроэнергия (от греч. ὕδωρ, «вода»), представляет собой использование падающей или быстро текущей воды для производства электроэнергии или для приведения в действие машин. Это достигается за счёт преобразования гравитационного потенциала или кинетической энергии источника воды в энергию. Гидроэнергия — это метод устойчивого производства энергии.
С древних времён гидроэнергия от водяных мельниц использовалась в качестве возобновляемого источника энергии для орошения и работы механических устройств, таких как мельницы, лесопилки, текстильные фабрики, отбойные молотки, доковые краны, бытовые лифты и рудные мельницы. Тромпа, производящая сжатый воздух из падающей воды, иногда используется для питания других механизмов на расстоянии.
Гидроэнергетика в настоящее время используется в основном для производства электроэнергии, а также применяется как половина системы накопления энергии, известной как гидроаккумулирующая электроэнергия.
Гидроэнергетика является привлекательной альтернативой ископаемому топливу, поскольку она не производит непосредственно двуокиси углерода или других загрязнителей атмосферы и обеспечивает относительно стабильный источник энергии. Тем не менее, он имеет экономические, социальные и экологические недостатки и требует достаточно большого источника воды, такого как река или озеро на возвышенности. Международные организации, такие как Всемирный банк, рассматривают гидроэнергетику как низкоуглеродное средство экономического развития.

## История

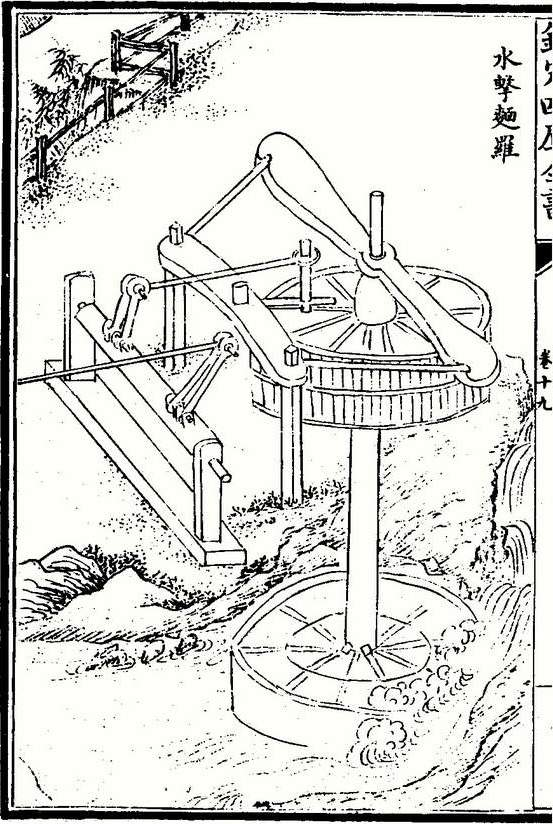
Водяной поршень из Нонгшу работы Ван Чжэня (1290—1333 гг.)

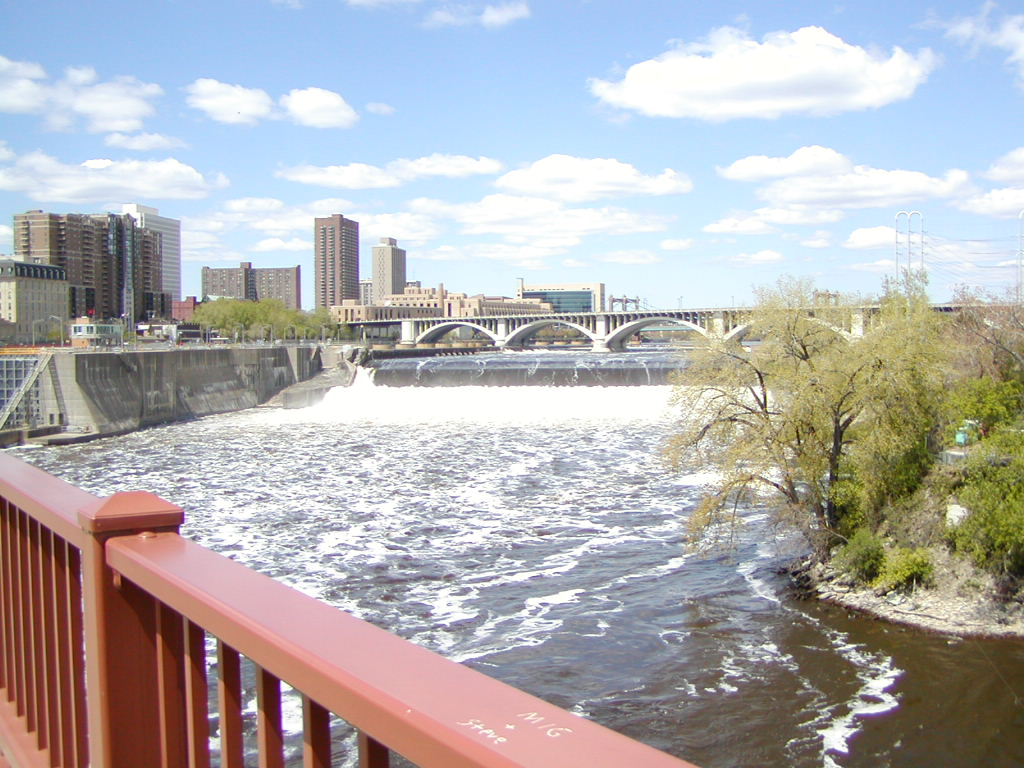
Сент-Энтони-Фолс, США; гидроэнергия использовалась здесь для помола муки.

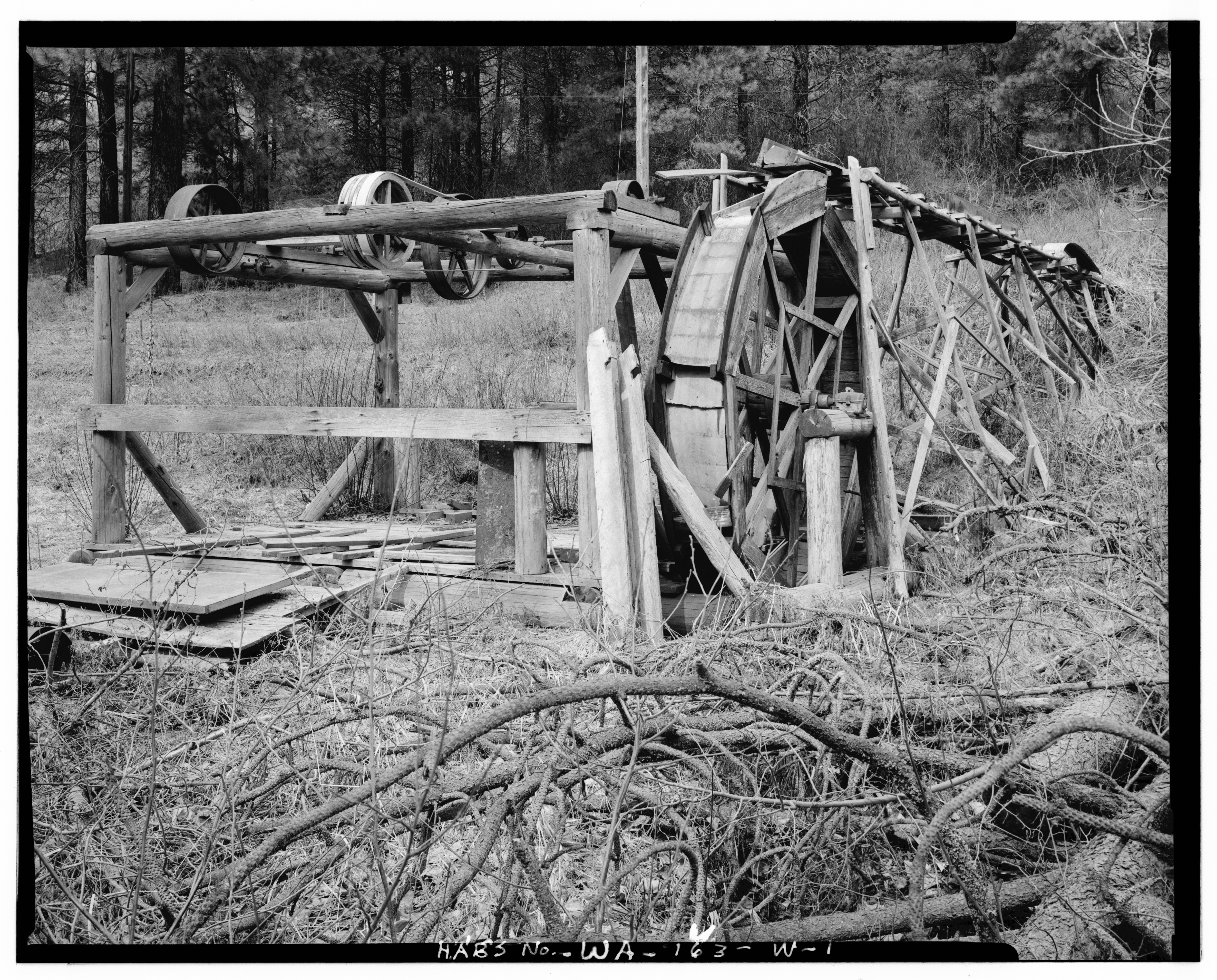
Рудная мельница с прямым приводом от воды, конец девятнадцатого века.

Известные данные свидетельствуют о том, что основы гидроэнергетики восходят к древнегреческой цивилизации. Другие данные указывают на то, что водяное колесо самостоятельно появилось в Китае примерно в тот же период. Свидетельства существования водяных колес и водяных мельниц относятся к древнему Ближнему Востоку в IV веке до н. э.:14. Более того, данные указывают на использование гидроэнергетики с помощью ирригационных машин в древних цивилизациях, таких как Шумер и Вавилония. Исследования показывают, что водяное колесо было первоначальной формой использования энергии воды и приводилось в движение людьми или животными.
В Римской империи водяные мельницы были описаны Витрувием к I веку до н. э.. Мельница Барбегала, расположенная на территории современной Франции, имела 16 водяных колес, перерабатывающих до 28 тонн зерна в сутки. Римские водяные колеса также использовались для распиливания мрамора, например, лесопилка Иераполиса конца III века. Такие лесопилки имели водяное колесо, которое приводило в движение две кривошипно-шатунные тяги для привода двух пил. Он также появляется на двух восточно-римских лесопильных заводах VI века, раскопанных в Эфесе и Герасе соответственно. Кривошипно -шатунный механизм этих римских водяных мельниц преобразовывал вращательное движение водяного колеса в линейное движение пил.
Первоначально считалось, что водяные отбойные молотки и мехи в Китае во времена династии Хань (202 год до н. э. — 220 год н. э.) приводились в действие водяными ковшами:26–30. Однако некоторые историки предположили, что они приводились в движение водяными колесами. Это связано с тем, что предполагалось, что у водозаборников не было бы движущей силы для работы сильфонов доменной печи. Во многих текстах описывается гуннское водяное колесо; некоторые из самых ранних из них — это словарь Jijiupian 40 год до н. э., текст Ян Сюн, известный как Фанъянь 15 год до н. э., а также Xin Lun, написанный Хуан Таном около 20 года. Также в это время инженер Ду Ши (около 31 года) применил силу водяных колес к поршню — сильфону в чугунной ковке.
Другой пример раннего использования гидроэнергетики можно увидеть в арругии — использовании силы водных волн, выпущенных из резервуара, при добыче металлических руд. Этот метод был впервые использован на золотых рудниках Долаукоти в Уэльсе с 75 году. Метод получил дальнейшее развитие в Испании на таких шахтах, как Лас-Медулас. Метод арругий также широко использовалось в Британии в средневековье и более поздние периоды для добычи свинцовых и оловянных руд. Позже он превратился в гидравлическую добычу полезных ископаемых во время Калифорнийской золотой лихорадки в XIX веке.
Исламская империя занимала большой регион, в основном в Азии и Африке, а также в других прилегающих районах. В период Золотого века ислама и Арабской сельскохозяйственной революции (VIII—XIII вв.) гидроэнергетика широко использовалась и развивалась. Раннее использование приливной энергии возникло вместе с крупными комплексами гидравлических заводов. В регионе использовался широкий спектр промышленных мельниц с водяным приводом, включая валяльные, зерновые, бумажные, лущильные, лесопильные, судовые, штамповые, сталелитейные, сахарные и приливные мельницы. К XI веку в каждой провинции Исламской империи, от Аль-Андалуса и Северной Африки до Ближнего Востока и Центральной Азии, работали эти промышленные предприятия:10. Мусульманские инженеры также использовали водяные турбины, применяя шестерни в водяных мельницах и водоподъёмных машинах. Они также первыми использовали плотины в качестве источника энергии воды, используемой для обеспечения дополнительной энергией водяных мельниц и водоподъёмных машин.
Кроме того, в своей книге «Книга знаний об гениальных механических устройствах» мусульманский инженер-механик Аль-Джазари (1136—1206) описал конструкции 50 устройств. Многие из этих устройств приводились в движение водой, в том числе часы, устройство для подачи вина и пять устройств для подъёма воды из рек или бассейнов, три из которых приводились в движение животными, а одно могло приводиться в движение животным или водой. Кроме того, они включали бесконечную ленту с прикреплёнными кувшинами, колодец-журавль и возвратно-поступательное устройство с шарнирными клапанами.

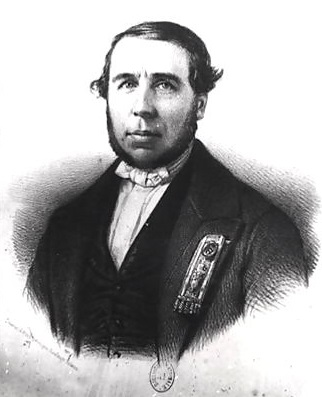
Бенуа Фурнейрон, французский инженер, разработавший первую гидротурбину.

В XIX веке французский инженер Бенуа Фурнерон разработал первую гидротурбину. Это устройство было реализовано на коммерческом заводе Ниагарского водопада в 1895 году и работает до сих пор. В начале XX века английский инженер Уильям Армстронг построил и эксплуатировал первую частную электростанцию, которая располагалась в его доме в Крэгсайде в Нортумберленде (Англия). В 1753 году французский инженер Бернар Форест де Белидор опубликовал свою книгу «Гидравлическая архитектура», в которой описывались гидравлические машины с вертикальной и горизонтальной осью.
Растущий спрос на промышленную революцию также будет стимулировать развитие. В начале промышленной революции в Великобритании вода была основным источником энергии для новых изобретений, таких как водяная рама Ричарда Аркрайта. Хотя энергия воды уступила место силе пара на многих крупных заводах и фабриках, она всё ещё использовалась в XVIII-м и XIX-м веках для многих более мелких операций, таких как привод в движение мехов в небольших доменных печах (например, печь Дифи) и мельницах, например, построенные у водопада Сент-Энтони, в которых используется 15 м перепад высот Миссисипи.
Технический прогресс превратил открытое водяное колесо в закрытую турбину или водяной двигатель. В 1848 году британско-американский инженер Джеймс Б. Фрэнсис, главный инженер компании Lowell’s Locks and Canals, усовершенствовал эти конструкции и создал турбину с КПД 90 %. Он применил научные принципы и методы испытаний к проблеме проектирования турбин. Его математические и графические методы расчёта позволили с уверенностью спроектировать высокоэффективные турбины, точно соответствующие конкретным условиям потока на объекте. Гидротурбина Фрэнсиса всё ещё используется. В 1870-х годах, исходя из использования в горнодобывающей промышленности Калифорнии, Лестер Аллан Пелтон разработал высокоэффективную импульсную турбину с колесом Пелтона, которая использовала гидроэнергию от высокого напора, характерного для Сьерра-Невады.

## Расчёт доступной мощности
Гидроэнергетический ресурс можно оценить по располагаемой мощности. Мощность зависит от гидравлического напора и объёмного расхода. Напор — это энергия на единицу веса (или единицы массы) воды. Статический напор пропорционален разнице высот, на которую падает вода. Динамический напор связан со скоростью движущейся воды. Каждая единица воды может совершить работу, равную её весу, умноженному на напор.
Мощность падающей воды можно рассчитать, исходя из расхода и плотности воды, высоты падения и местного ускорения под действием силы тяжести:
{\displaystyle {\dot {W}}_{out}=-\eta \ {\dot {m}}g\ \Delta h=-\eta \ \rho {\dot {V}}\ g\ \Delta h}
где
- {\displaystyle {\dot {W}}_{out}} (рабочий расход) — полезная выходная мощность (в ваттах).
- {\displaystyle \eta } («эта») — КПД турбины (безразмерная величина)
- {\displaystyle {\dot {m}}} — массовый расход (в килограммах в секунду)
- {\displaystyle \rho } («ро») — плотность воды (в килограммах на кубический метр).
- {\displaystyle {\dot {V}}} — объёмный расход (в кубических метрах в секунду)
- {\displaystyle g} — ускорение свободного падения (в метрах в секунду в секунду)
- {\displaystyle \Delta h} («Дельта h») — разница по высоте между выходом и входом (в метрах).

Например, выходная мощность турбины с КПД 85 %, расходом 80 кубических метров в секунду и напором 145 метров, составляет 97 мегаватт:
{\displaystyle {\dot {W}}_{out}=0.85\times 1000\ ({\text{kg}}/{\text{m}}^{3})\times 80\ ({\text{m}}^{3}/{\text{s}})\times 9.81\ ({\text{m}}/{\text{s}}^{2})\times 145\ {\text{m}}=97\times 10^{6}\ ({\text{kg}}\ {\text{m}}^{2}/{\text{s}}^{3})=97\ {\text{MW}}}
Операторы гидроэлектростанций сравнивают общую произведённую электроэнергию с теоретической потенциальной энергией воды, проходящей через турбину, для расчёта эффективности. Процедуры и определения для расчёта эффективности приведены в кодах испытаний, таких как ASME PTC 18 и IEC 60041. Полевые испытания турбин используются для проверки гарантии эффективности производителя. Детальный расчёт КПД гидротурбины учитывает потерю напора из-за трения потока в гидроканале или водоводе, подъём уровня нижнего бьефа из-за потока, расположение станции и влияние различной гравитации, температуры воздуха и барометрического давления, плотности воды при температуре окружающей среды и относительные высоты переднего и заднего заливов. Для точных расчётов необходимо учитывать ошибки из-за округления и количество значащих цифр констант.
Некоторые гидроэнергетические системы, такие как водяные колеса, могут получать энергию от потока воды, не обязательно изменяя её высоту. В этом случае располагаемая мощность представляет собой кинетическую энергию протекающей воды. Водяные колеса с избыточным выбросом могут эффективно улавливать оба типа энергии. Течение в ручье может сильно варьироваться от сезона к сезону. Развитие гидроэлектростанции требует анализа записей потоков, иногда охватывающих десятилетия, для оценки надёжного годового энергоснабжения. Плотины и водохранилища обеспечивают более надёжный источник энергии, сглаживая сезонные изменения стока воды. Однако водохранилища оказывают значительное воздействие на окружающую среду, как и изменение естественного речного стока. Конструкция плотины должна учитывать наихудший случай, «вероятное максимальное наводнение», которое можно ожидать на участке; водосброс часто включается для направления паводковых потоков вокруг плотины. Компьютерная модель гидробассейна и записи об осадках и снегопадах используются для прогнозирования максимального паводка.

## Недостатки и ограничения
Выявлены некоторые недостатки гидроэнергетики. Люди, живущие рядом с гидроэлектростанцией, перемещаются во время строительства или когда берега водохранилища становятся неустойчивыми. Ещё одним потенциальным недостатком является то, что культурные или религиозные объекты могут блокировать строительство.
Плотины и водохранилища могут оказывать серьёзное негативное воздействие на речные экосистемы, например, препятствовать перемещению некоторых животных вверх по течению, охлаждать и обескислороживать воду, сбрасываемую вниз по течению, и терять питательные вещества из-за оседания твёрдых частиц. Речные наносы образуют речные дельты, а плотины не позволяют им восстановить то, что было утрачено в результате эрозии. Большие и глубокие плотины и водохранилища покрывают большие площади земли, что вызывает выбросы парниковых газов от гниющей под водой растительности. Кроме того, было обнаружено, что гидроэнергетика, хотя и на более низком уровне, чем другие возобновляемые источники энергии, производит метан, который является парниковым газом. Это происходит, когда органические вещества скапливаются на дне водоема из-за деоксигенации воды, которая запускает анаэробное пищеварение. Кроме того, исследования показали, что строительство плотин и водохранилищ может привести к потере среды обитания для некоторых водных видов.
Прорывы плотин могут иметь катастрофические последствия, включая гибель людей, потерю имущества и загрязнение земли.

## Приложения

Шиши-одоси, приводимый в движение падающей водой, нарушает тишину японского сада звуком удара бамбуковой качели о камень.

### Механическая мощность

#### Водяные мельницы
Водяная мельница — это мельница, которая использует гидроэнергию посредством водяного колеса или водяной турбины для управления механическим процессом, таким как фрезерование (шлифование), прокатка или дробление. Такие процессы необходимы при производстве многих материальных товаров, включая муку, пиломатериалы, бумагу, текстиль и многие металлические изделия. Эти водяные мельницы могут включать в себя лесопилки, бумажные фабрики, текстильные фабрики, дробильные мельницы, прокатные станы, волочильные станы.
Одним из основных способов классификации водяных мельниц является ориентация колеса (вертикальная или горизонтальная), одно питается вертикальным водяным колесом через механизм шестерни, а другой оснащён горизонтальным водяным колесом без такого механизма. Первый тип может быть дополнительно разделен, в зависимости от того, где вода попадает на колесные весла, на мельницы водяного колеса подстрелка, перестрелка, грудки и питчбека (задний выстрел или обратный выстрел). Другой способ классифицировать водяные мельницы — по важной черте их расположения: приливные мельницы используют движение прилива; судовые мельницы — это водяные мельницы на борту судна.
Водяные мельницы влияют на динамику рек в местах их установки. В течение времени водяные мельницы работают каналы, как правило, оседают, особенно в глуши. Кроме того, в заболоченном районе увеличиваются масштабы затопления и оседания близлежащих пойм. С течением времени, однако, эти последствия аннулируются из-за повышения уровня берегов рек. Там, где мельницы были удалены, разрезы рек увеличиваются, а каналы углубляются.

#### Сжатый воздух
Обильный напор воды можно использовать для производства сжатого воздуха напрямую без движущихся частей. В этих конструкциях падающий столб воды намеренно смешивается с пузырьками воздуха, образующимися за счёт турбулентности или редуктора давления Вентури на входе высокого уровня. Это позволяет ему упасть в шахту в подземную камеру с высокой крышей, где теперь сжатый воздух отделяется от воды и попадает в ловушку. Высота падающего водяного столба поддерживает сжатие воздуха в верхней части камеры, в то время как выпускное отверстие, погружённое ниже уровня воды в камере, позволяет воде вытекать обратно на поверхность на более низком уровне, чем входное отверстие. Отдельный выход в крыше камеры подает сжатый воздух. Сооружение, основанное на этом принципе, было построено на реке Монреаль в Раггед-Шутс недалеко от Кобальта, Онтарио, в 1910 году и обеспечивало близлежащие шахты мощностью 5000 лошадиных сил.

### Электричество
Гидроэлектроэнергия является крупнейшим приложением гидроэнергетики. Гидроэнергетика производит около 15 % мировой электроэнергии и обеспечивает не менее 50 % общего объёма электроснабжения более чем 35 стран.
Выработка гидроэлектроэнергии начинается с преобразования либо потенциальной энергии воды, присутствующей из-за высоты участка, либо кинетической энергии движущейся воды в электрическую энергию.
Гидроэлектростанции различаются по способу сбора энергии. Один тип включает плотину и водохранилище. Вода в водохранилище доступна по запросу для выработки электроэнергии, проходя через каналы, соединяющие плотину с водохранилищем. Вода вращает турбину, которая соединена с генератором, вырабатывающим электричество.
Другой тип называется русловым заводом. В этом случае строится плотина для регулирования потока воды при отсутствии водохранилища. Русловая электростанция нуждается в постоянном потоке воды и, следовательно, имеет меньшую способность обеспечивать электроэнергию по требованию. Кинетическая энергия текущей воды является основным источником энергии.
Оба дизайна имеют ограничения. Например, строительство плотины может причинить дискомфорт жителям близлежащих районов. Плотина и водохранилища занимают относительно большое пространство, которому могут противостоять близлежащие населенные пункты. Кроме того, водохранилища потенциально могут иметь серьёзные последствия для окружающей среды, например, наносить ущерб средам обитания ниже по течению. С другой стороны, ограничением руслового проекта является снижение эффективности производства электроэнергии, поскольку процесс зависит от скорости сезонного речного стока. Это означает, что сезон дождей увеличивает выработку электроэнергии по сравнению с сухим сезоном.
Размер гидроэлектростанций может варьироваться от небольших станций, называемых микро-ГЭС, до крупных станций, снабжающих этой энергией всю страну. По состоянию на 2019 год пять крупнейших электростанций в мире представляют собой обычные гидроэлектростанции с плотинами.
Гидроэлектроэнергию также можно использовать для хранения энергии в виде потенциальной энергии между двумя резервуарами на разной высоте с помощью гидроаккумуляторов. Вода закачивается вверх в водохранилища в периоды низкого спроса, чтобы высвобождаться для выработки, когда спрос высок или выработка системы низкая.

Другие формы производства электроэнергии с помощью гидроэнергетики включают генераторы приливных течений, использующие энергию приливов, вырабатываемых из океанов, рек и искусственных систем каналов, для выработки электроэнергии.

Обычная гидроэлектростанция (гидроэлектростанция) является наиболее распространенным типом производства гидроэлектроэнергии.
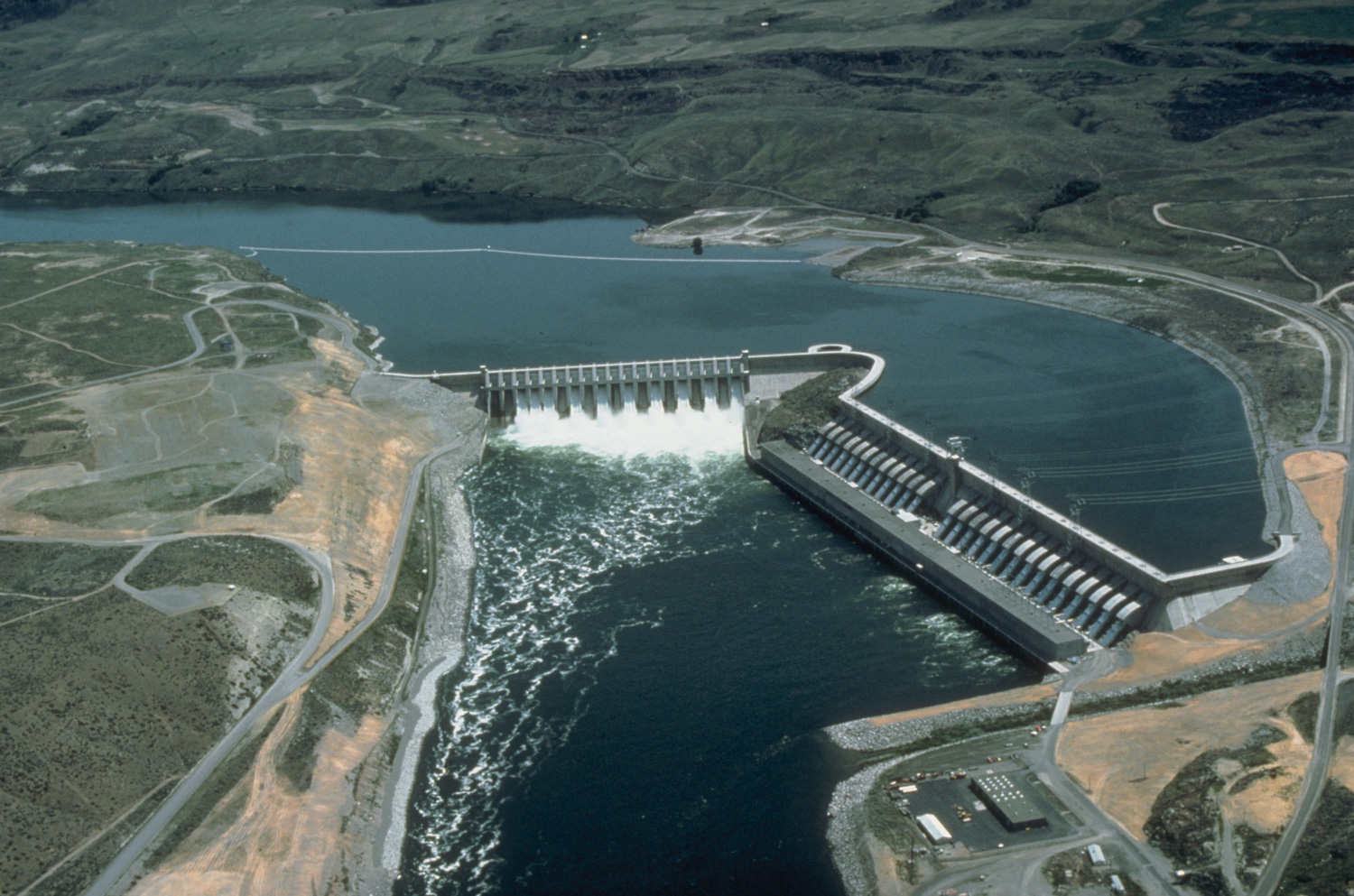
Чиф Джозеф Дам недалеко от Бриджпорта, штат Вашингтон, является крупной русловой станцией без значительного водохранилища.
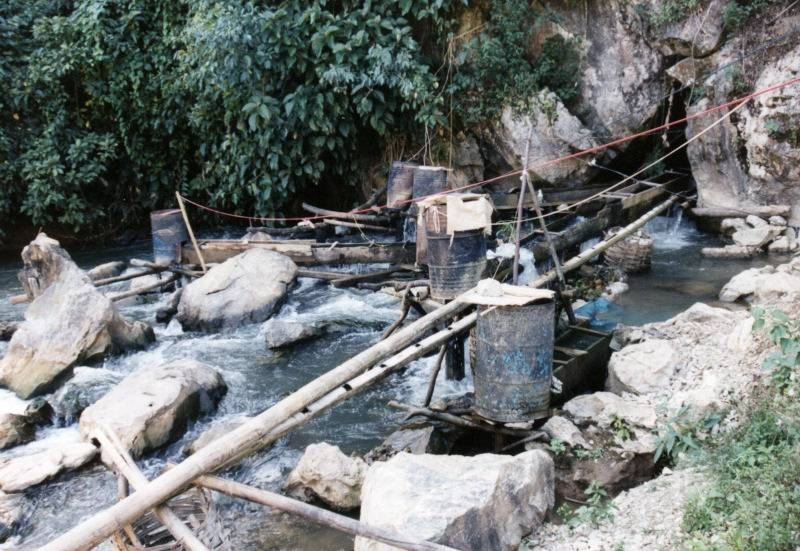
Микро ГЭС на Северо-Западе Вьетнама
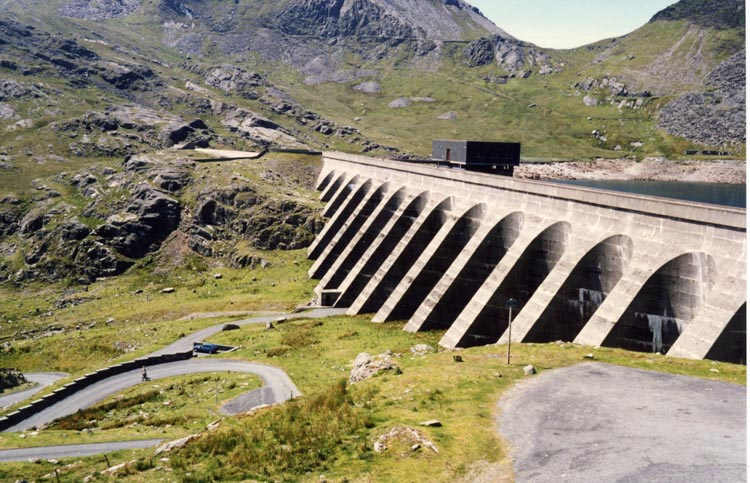
Верхний резервуар и плотина гидроаккумулирующей системы Ффестиниог в Уэльсе . Нижняя электростанция может вырабатывать 360 МВт электроэнергии.

## Сила дождя
Дождь называют «одним из последних неиспользуемых источников энергии в природе». Когда идет дождь, могут выпасть миллиарды литров воды, которые при правильном использовании обладают огромным электрическим потенциалом. Проводятся исследования различных методов получения энергии из дождя, например, путём использования энергии удара дождевых капель. Эти исследования находятся на очень ранней стадии, когда новые и появляющиеся технологии тестируются, прототипируются и создаются. Такая сила была названа силой дождя. Один из методов, в котором это было предпринято, — это использование гибридных солнечных панелей, называемых «всепогодными солнечными панелями», которые могут генерировать электричество как от солнца, так и от дождя.
По словам зоолога и преподавателя науки и техники Луиса Виллазона, «французское исследование 2008 года показало, что вы можете использовать пьезоэлектрические устройства, которые генерируют энергию при движении, чтобы извлекать 12 милливатт из капли дождя. В течение года это составит менее 0,001 кВтч на квадратный метр — достаточно для питания удалённого датчика». Виллазон предположил, что лучшим применением будет сбор воды из выпавшего дождя и использование её для привода турбины с предполагаемой выработкой энергии в 3 кВтч энергии в год для крыши площадью 185 м2. Система на основе микротурбины, созданная тремя студентами Технологического университета Мексики, использовалась для выработки электроэнергии. Система Pluvia "использует поток дождевой воды из водосточных желобов на крышах домов для вращения микротурбины в цилиндрическом корпусе. Электричество, вырабатываемое этой турбиной, используется для зарядки 12-вольтовых аккумуляторов.
Термин «энергия дождя» также применяется к гидроэнергетическим системам, которые включают процесс улавливания дождя.